# Pilema mombasae
Pilema mombasae är en kackerlacksart som beskrevs av Robert Walter Campbell Shelford 1908. Pilema mombasae ingår i släktet Pilema och familjen jättekackerlackor. Inga underarter finns listade i Catalogue of Life.